# Oberle
Oberle is een historisch merk van motorfietsen.
De bedrijfsnaam was: Eugen Oberle, Motorfahrzeugbau, Singen (Hohentwiel).
Oberle was een Duits merk dat 147- en 172cc-Villiers-tweetaktmotoren inbouwde. Eugen Oberle was hiermee redelijk succesvol in races, maar de productie van zijn eigen motorfietsen liep slechts van 1926 tot 1929.